# الزراعة في الهند

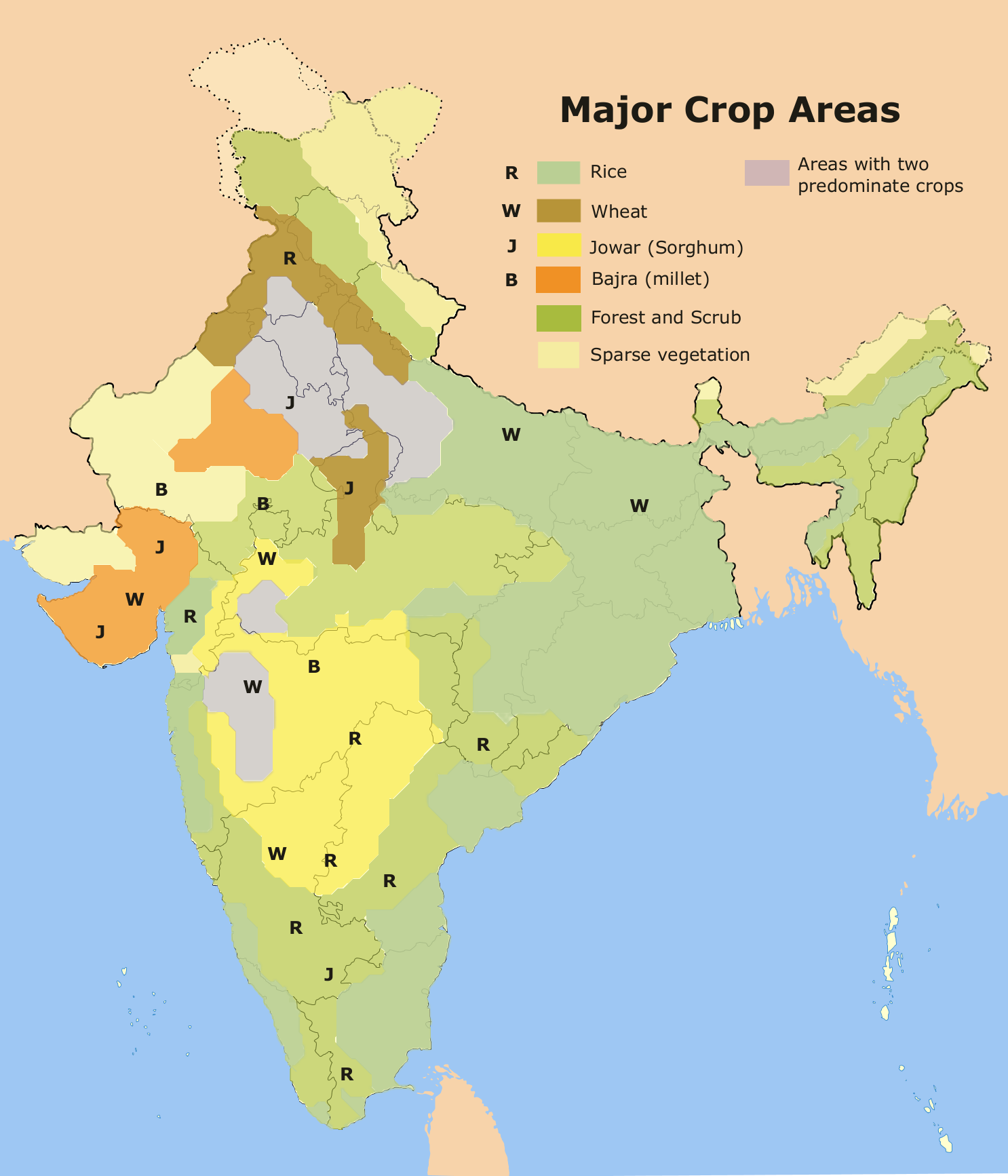

الزراعة في الهند لديها تاريخ طويل، يعود تاريخها إلى عشرة آلاف سنة. اليوم، والهند في المرتبة الثانية عالميا في مجال الإنتاج الزراعي. تمثل الزراعة والقطاعات المرتبطة به مثل الغابات وقطع الأشجار ل16.6 ٪ من الناتج المحلي الإجمالي في عام 2007، يعمل 52 ٪ من مجموع القوى العاملة وعلى الرغم من الانخفاض المطرد من حصته في الناتج المحلي الإجمالي، لا يزال أكبر قطاع اقتصادي كبير ويلعب دورها في التنمية الاجتماعية والاقتصادية الشاملة في الهند.
والهند هي أكبر منتج في العالم من الفواكة الطازجة واليانسون والشمر، باديان، والكزبرة، والفواكة الطازجة المدارية، والجوت، والبازلاء، والبقول والتوابل والدخن، والخروع وبذور الزيت وبذور السمسم وبذور عباد الشمس، والليمون، والليمون الحامض، وحليب البقر والفلفل الجاف والفلفل والحمص والكاجو، والبامية، والحليب الزنجبيل الجوافة الكركم والمانجو وحليب الماعز والجاموس واللحوم. والقهوة. كما أن الهند لديها عدد سكان أكبر شركة في العالم للماشية. والهند هي ثاني أكبر منتج للالكاجو، والكرنب، وبذور القطن والوبر، والخضروات الطازجة والثوم، والنبات البيض، ولحم الماعز، والحرير، وجوزة الطيب. وصولجان، الهال والبصل والقمح والأرز وقصب السكر والعدس والفاصوليا الجافة والفول السوداني، والشاي، والبازلاء الخضراء، القرنبيط، والبطاطا، القرع، الكوسة، القرع والأسماك الداخلية.و الهند هي ثالث أكبر منتج للتبغ والذرة وبذور اللفت وجوز الهند والبيض والدجاج والطماطم (البندورة). وحسابات الهند على تمثل 10 ٪ من الإنتاج العالمي من الفاكهة والمرتبة الأولى في إنتاج المانجو والبابايا والموز.
عدد سكان الهند ينمو بوتيرة أسرع من قدرتها على إنتاج الأرز والقمح.